# Red Dust
 Red Dust és una pel·lícula estatunidenca dirigida per Victor Fleming, estrenada el 1932. Red Dust és la segona de les sis pel·lícules que Gable i Harlow farien junts, i va ser produïda durant l'era Precodi de Hollywood. Més de vint anys més tard, Gable protagonitzaria un remake, Mogambo (1953), amb Ava Gardner fent de protagonista en una variació sobre el paper de Harlow Grace Kelly fent-ne un en part similar al de Mary Astor a Red Dust .
La pel·lícula, que té lloc a la Indoxina francesa, dona una visió del negoci colonial francès del cautxú. Això inclou escenes de com s'extreu el cautxú de l'arbre; el procés de coagular el cautxú amb àcid; treballadors natius que són explotats; ventades que poden rebentar el sostre d'una cabana; el vaixell de subministrament que arriba periòdicament; un període de pluja que dura setmanes; i tigres que ronden a la jungla. El títol de la pel·lícula prové de les grans quantitats de pols que són provocades per les tempestes.
El 2006, Red Dust va ser seleccionada per ser conservada a la National Film Registry de la Library of Congress per ser "culturalment, històricament, o estèticament significatiu".

## Argument
Pel·lícula emblemàtica de la màquina de somnis hollywoodienca: un home i dues dones a la jungla (reconstruïda en estudi com volien els productors de l'època). Clark Gable fa d'aventurer enamorat d'una dona inaccessible i cec davant l'amor que li té una bagassa.

## Repartiment

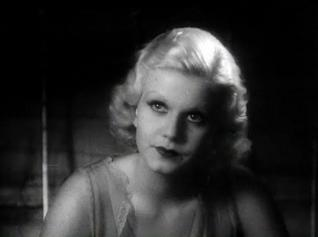
Jean Harlow

- Clark Gable: Dennis Carson
- Jean Harlow: Vantine Jefferson
- Gene Raymond: Gary Willis
- Mary Astor: Barbara Willis
- Donald Crisp: Guidon
- Tully Marshall: Mac McQuarg
- Forrester Harvey: Limey
- Willie Fung: Hog

## Al voltant de la pel·lícula
- Aquesta pel·lícula va donar lloc a un remake: Mogambo dirigida el 1953 per John Ford amb Clark Gable, Ava Gardner i Grace Kelly la intriga de la qual passava a l'Àfrica. John Lee Mahin és el guionista de les dues pel·lícules.